# Forte Romano de Cramond
O Forte Romano de Cramond é um sítio arqueológico da era romana em Cramond, Edimburgo, Escócia. O assentamento pode ser o "Rumabo" listado na Cosmografia de Ravenna do século VII. O forte foi estabelecido por volta de 140 d.C e ocupado até aproximadamente 170, com um novo período de ocupação por volta de 208 a 214.

## História
O forte em Cramond estava localizado no rio Amêndoa no ponto onde desagua no rio Forth. Nos tempos romanos, provavelmente havia um porto natural aqui. Uma interpretação sugerida é que Cramond formou uma cadeia de fortes junto com Carriden e Inveresk. O forte foi estabelecido por volta de 140 durante a construção da Muralha de Antonino, e permaneceu em uso até por volta de 170, quando os romanos se retiraram para o sul para a Muralha de Adriano. Quando o imperador romano Septímio Severo começou a última grande incursão romana na Escócia de 205 a 214, o forte foi reocupado e ampliado. Durante esses períodos de ocupação, um assentamento civil parece ter existido fora do forte, e alguma ocupação nativa do forte parece ter ocorrido após o tempo de Severo no século IV. Várias inscrições romanas foram encontradas em torno de Cramond.